# DeKalb (Illinois)
DeKalb ist die größte Stadt des DeKalb County im Norden des US-amerikanischen Bundesstaates Illinois. Das U.S. Census Bureau hat bei der Volkszählung 2020 eine Einwohnerzahl von 40.290 ermittelt.
Die Stadt beherbergt die Northern Illinois University.

## Der Name der Stadt
Die Stadt ist nach dem deutsch-amerikanischen General Johann von Kalb (französisch: Johann de Kalb) benannt. Dieser stand zunächst in französischen Diensten, bevor er im Amerikanischen Unabhängigkeitskrieg als Brigadegeneral in der Kontinentalarmee diente und in der Schlacht von Camden fiel.

## Geographie
DeKalb liegt auf 41°55'53" nördlicher Breite und 88°45'01" westlicher Länge. Die Stadt erstreckt sich über 32,7 km², die fast ausschließlich aus Landfläche bestehen.
DeKalb liegt am Kishwaukee River, einem Nebenfluss des Rock River, der bei Rock Island in den Mississippi River mündet.
Im Zentrum von DeKalb treffen die in Nord-Süd-Richtung verlaufende Illinois State Route 23 und die von Ost nach West führende Illinois State Route 38 aufeinander. Südlich der Stadt verläuft die Interstate 88, die kürzeste Verbindung zwischen Chicago (105 km im Osten) und den Quad Cities (186 km im Westen). In DeKalb treffen auch zwei Bahnlinien aufeinander.

## Barb-City
Industriell hergestellter Stacheldraht (englisch: barbed wire) wurde in DeKalb entwickelt, daher der Beiname „Barb-City“. Die Erfindung von Joseph Glidden (1874 in den USA patentiert) führte zur Gründung der Barb Fence Company of De Kalb, Illinois. Glidden starb 1906 in DeKalb.

## Demografische Daten
Bei der Volkszählung im Jahr 2000 wurden 39.018 Einwohner ermittelt. Diese verteilten sich auf 13.081 Haushalte in 6.566 Familien. Die Bevölkerungsdichte lag bei 1.194,7/km². Es gab 13.619 Gebäude, was einer Bebauungsdichte von 417,0/km² entsprach.
Die Bevölkerung bestand 2000 aus 73,00 % Weißen, 9,08 % Afroamerikanern, 0,24 % Indianern, 4,62 % Asiaten und 4,48 % anderen. 2,09 % gaben an, von mindestens zwei dieser Gruppen abzustammen. Hispanics, die sich mehreren der genannten Gruppen angehörig erklärten, hatten einen Anteil von 9,04 % an der Bevölkerung.
16,9 % waren unter 18 Jahren, 39,2 % zwischen 18 und 24, 23,8 % von 25 bis 44, 12,0 % von 45 bis 64 Jahren und 8,1 % 65 und älter. Das durchschnittliche Alter lag bei 23 Jahren. Auf 100 Frauen kamen statistisch 97,9 Männer, bei den über 18-Jährigen waren es 96,1.
Das durchschnittliche Einkommen pro Haushalt betrug $35.153, das durchschnittliche Familieneinkommen $53.017. Das Einkommen der Männer lag durchschnittlich bei $36.255, das der Frauen bei $26.422. Das Pro-Kopf-Einkommen belief sich auf $16.261. Rund 9,0 % der Familien und 21,3 % der Gesamtbevölkerung lagen mit ihrem Einkommen unter der Armutsgrenze.

## Söhne und Töchter der Stadt
- W. Willard Wirtz (1912–2010), Politiker (Demokratische Partei)
- Barbara Hale (1922–2017), Schauspielerin
- Richard Jenkins (* 1947), Schauspieler
- Eric Whitaker (* 1956 oder 1957), Diplomat
- Cindy Crawford (* 1966), Fotomodell und Schauspielerin
- A. J. Bramlett (* 1977), Basketballspieler
- Yony Leyser (* 1985), Filmregisseur
- Graham Glasgow (* 1992), American-Football-Spieler